# Gymnasium Corveystraße
Das Gymnasium Corveystraße – kurz Corvey-Gymnasium – ist ein staatliches Gymnasium im Hamburger Stadtteil Lokstedt. Das Gymnasium wurde 1968 gegründet.

## Geschichte

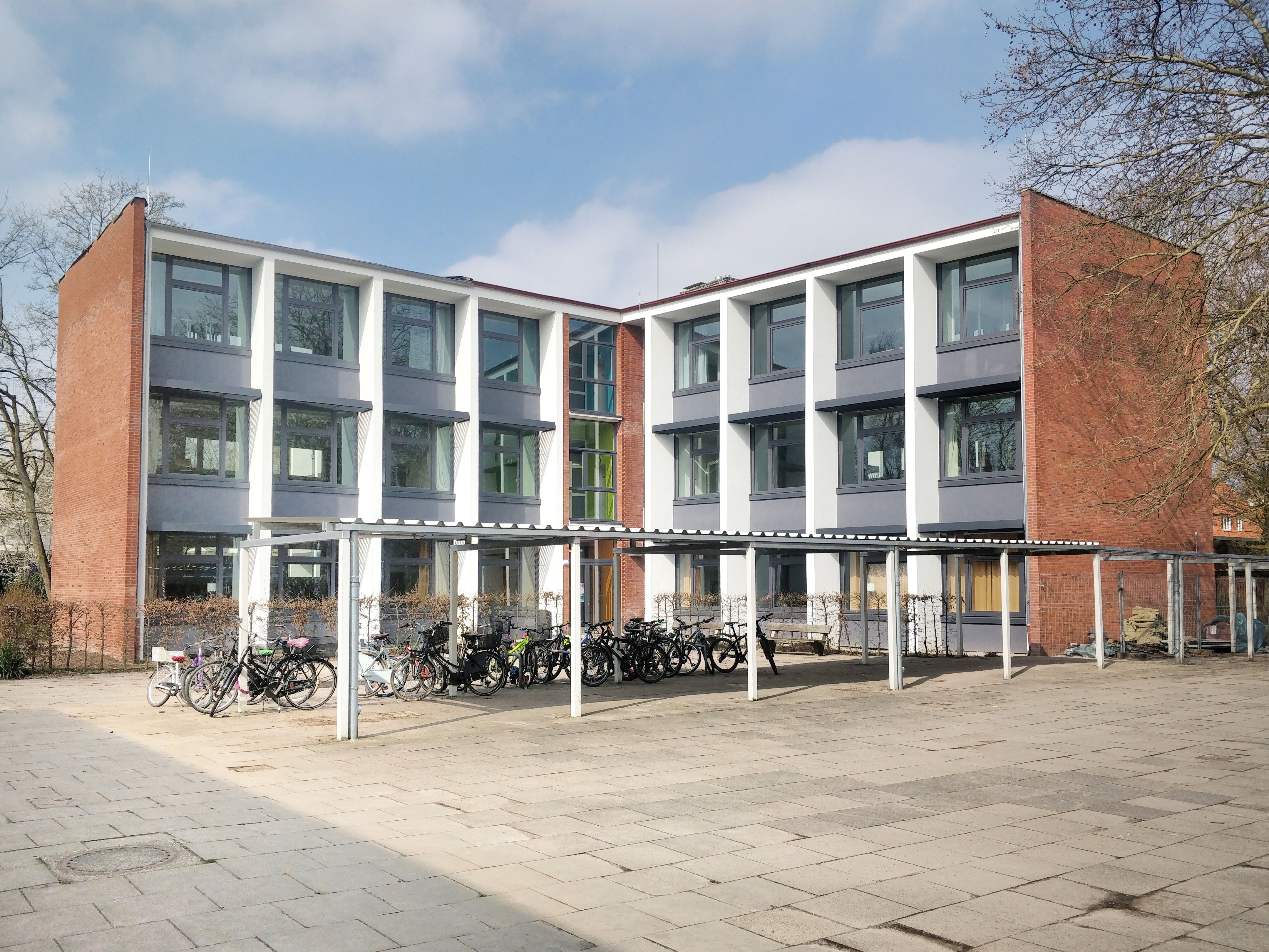
Süd- und Ostflügel des sanierten Kreuzbaus; davor der zeittypische Laubengang (2019)

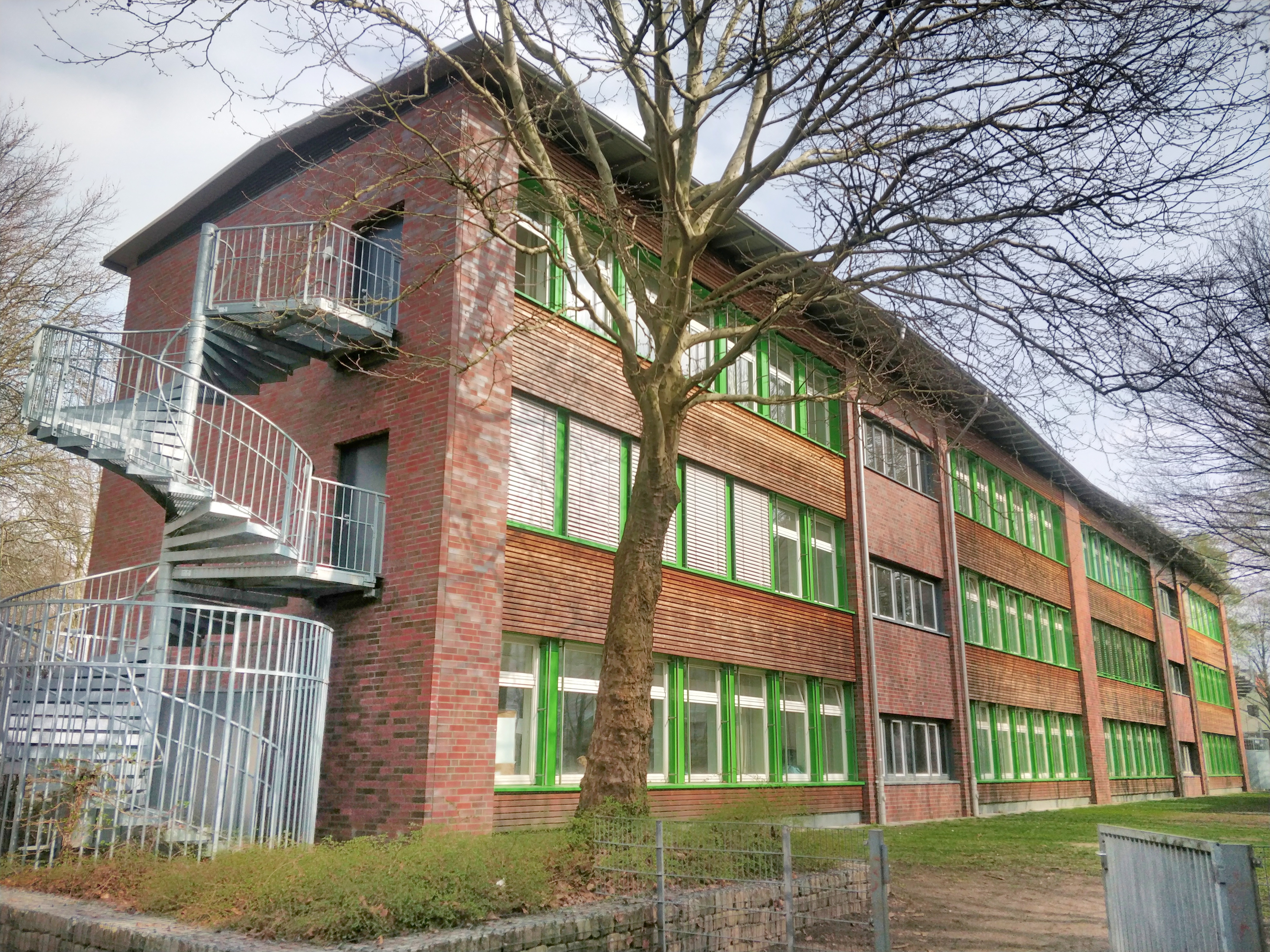
Rückseite des 12-Klassen-Hauses (2019)

Die Schule Corveystraße wurde 1963 als Grundschule gegründet, der von Paul Seitz entworfene Kreuzbau wurde im März 1963 fertiggestellt.
Die Nutzung der Schule für Gymnasialschüler begann 1968 – 110 Schüler zogen in diesem Jahr von der ausgelasteten Schule in der Curschmannstraße in den leerstehenden Schulbau, der als Zweigstelle genutzt wurde. Auch die Raumnot am Gymnasium Bondenwald trug zur Gründung bei. Um Ostern 1969 kam es zur offiziellen Eröffnung des Gymnasiums. Die Schule hatte damals die jüngste Lehrerschaft aller Hamburger Gymnasien.
Der Anbau eines neuen 8-Klassen-Hauses wurde 1973 fertiggestellt. In diesem Jahr wurden an der Schule 700 Schüler unterrichtet. Wenig später begann man mit dem Bau eines weiteren 12-Klassen-Hauses. 1974 folgte eine Turnhalle, 1976 ein Sportplatz. Im selben Jahr wurden an der Schule die ersten Abiturprüfungen abgenommen und ein Verwaltungstrakt sowie ein Fachraumtrakt für Musik und Kunst angebaut.
Weil die Behörde der Schule bis 1992 keine Gelder für den Anbau einer Aula zur Verfügung stellte, wurde bei Elternschaft und Sponsoren um Spenden gebeten. Im November 1995 wurde der 850.000 DM teure Bau fertiggestellt. Volker Bärwald, der an der Schule das Fach Theater einführte, sowie Initiator der Spendenkampagne und von 1980 bis zu seinem Tod Schulleiter war, wurde 2006 postum für seinen Einsatz geehrt, indem das Gebäude den Namenszusatz Volker-Bärwald-Aula erhielt.

2018 fand vor geladenen Gästen ein Festakt anlässlich des 50-jährigen Jubiläums statt. Des Weiteren fand am 2. Juli ein Schulfest auf den Schulgelände statt und am 3. Juli gab es eine Parade der ganzen Schule durch den Stadtteil. 

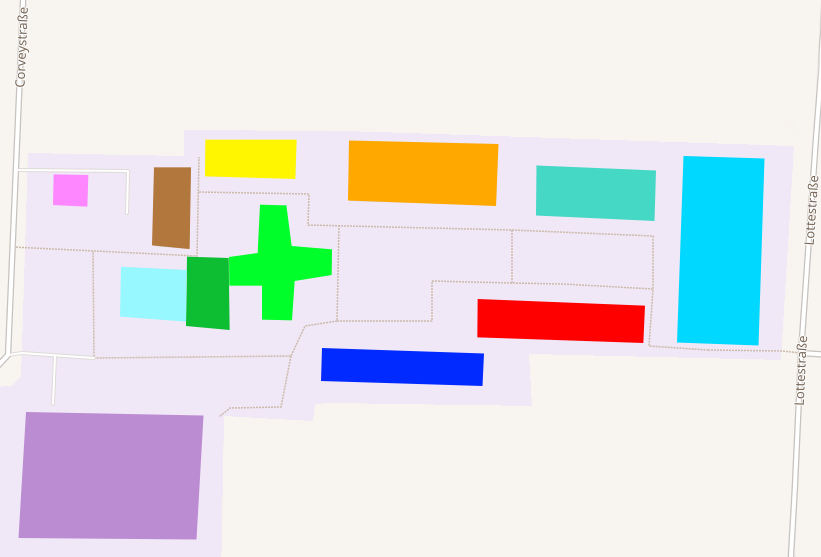
Gebäude des Gymnasiums Corveystraße (Stand 2019):
Sportplatz
Hausmeister-Wohnung
Volker-Bärwald-Aula
Verwaltungstrakt
Mensa
Lehrerzimmer u. Sekretariat
Kreuzbau
8-Klassen-Haus
Naturwissenschaftstrakt
12-Klassen-Haus
Musik- und Kunsttrakt
Sporthalle

## Schulprofil

### Schwerpunkte

#### Demokratie
Im Rahmen des Schwerpunktes Demokratie nimmt die Schule an den Juniorwahlen teil und gehört dem Netzwerk Schule ohne Rassismus – Schule mit Courage an. Schüler der Oberstufe organisieren darüber hinaus seit 1990 einmal im Jahr die Lokstedter Gespräche; Podiumsdiskussionen, zu denen Politiker eingeladen werden. Seit 2018 nimmt die Schule am Wettbewerb Jugend debattiert teil.

#### Gesundheit
Die Schule veranstaltet einmal jährlich den Gesundheitstag, bei dem Oberstufenschüler Unterricht für jüngere Schüler zu den Themen Alkohol- und Nikotinprävention, AIDS-Aufklärung und Ernährung gestalten. Für dieses Konzept wurde das Gymnasium 2013 mit dem Hamburger Bildungspreis ausgezeichnet, der vom Hamburger Abendblatt und der Hamburger Sparkasse verliehen wird. Das Gymnasium hat einen schuleigenen Sanitätsdienst, bei dem Schüler ehrenamtlich in Notfällen Kranke und Verletzte versorgen. Die Schule unterhält außerdem Kooperationen mit dem UKE, dem Leibniz-Institut für Virologie und der NCL-Stiftung.

#### Kreativität
Das Gymnasium gehörte 1980 zu den ersten Hamburger Schulen, an denen man sich beim Abitur im Fach Theater prüfen lassen kann. In der fünften Klasse ist für alle Schüler der Deutschunterricht an den Theaterunterricht geknüpft. In jedem Jahrgang wird zudem eine Theaterklasse eingerichtet, in der die Schüler bis zur 10. Klasse Unterricht in Theater haben, gemeinsam Theaterstücke produzieren und der Schulöffentlichkeit präsentieren. Außerdem gibt es Theater-AGs für Schüler der 5. und 6. Klassen. Ab Klasse 8 kann Theater als Wahlpflichtfach und in der Oberstufe als Profil- oder Zuwahlfach belegt werden. Es gibt darüber hinaus einen Chor für die 5. und 6. Klassen und eine schuleigene Big Band. In der AG Corvey Sound System lernen die Schüler, die Tontechnik der Aula-Veranstaltungen zu betreuen.

### Fremdsprachen
Erste Fremdsprache ist Englisch. In der sechsten Klasse wählen alle Schüler als zweite Fremdsprache entweder Französisch, Spanisch oder Latein hinzu und müssen den Unterricht mindestens bis zur 10. Klasse belegen. Spanisch kann außerdem ab der achten Klasse als dritte Fremdsprache belegt werden. Alle Sprachen können in der Oberstufe weitergeführt werden. Im Französisch- bzw. Spanischunterricht werden die Schüler auf die Sprachzertifikate DELF und DELE vorbereitet. In der zehnten Klasse endet der Lateinunterricht in der Regel mit dem kleinen Latinum. Für alle Schüler wird des Weiteren eine Italienisch-AG angeboten.

### Oberstufe(Stand 2024)
2009 wurde das System der Grund- und Leistungskurse durch die Profiloberstufe abgelöst. Am Gymnasium Corveystraße werden folgende Schwerpunkte angeboten:
- Kunst und Kultur (Geschichte, Theater und Kunst)
- Global Challenges – Zukunft: Erde & Mensch (Geographie sowie PGW und Theater bilingual)
- Medien und Gesellschaft (PGW, Kunst und Geschichte)
- Nachhaltig denken und handeln (Geographie, Chemie und Philosophie)
- MINT – Fit für die Zukunft (Physik, Informatik und Philosophie)
- Gesundheit und Natur (Biologie, Geographie und Chemie)
- Sportlich Grenzen verschieben (Sport und Biologie)

Darüber hinaus beinhaltet jedes Profil das Seminarfach. Neben den Profilfächern können die Schüler andere Kurse dazu wählen.

### Klimaschutz
Im Jahre 2010 wurde eine Photovoltaikanlage auf dem Dach des Kreuzbaus installiert, welche später aber im Rahmen eines Umbaus wieder demontiert wurde. Das 12-Klassen-Haus der Schule wurde bis 2012 klimaneutral renoviert. Das Gymnasium setzte sich zudem 2016 das Ziel, die durch Kohlenstoffdioxid verursachten Emissionen jährlich um zwei Prozent zu vermindern. Die klimaneutrale Renovierung des Kreuzbaus des Gymnasiums wurde 2019 fertiggestellt.

### Poetry-Slam
2016 initiierte die damalige Schülervertretung einen schulinternen Poetry-Slam, der in den Folgejahren zu einem Wettbewerb für Schulen in ganz Hamburg ausgebaut wurde.

## Partnerschulen(Stand 2019)
Das Gymnasium bietet seinen Schülern die Möglichkeit, an verschiedenen Schüleraustauschen teilzunehmen. Zu folgenden ausländischen Schulen unterhielt oder unterhält die Schule Kontakte:
- Frankreich:
  - Collège Jacques Prévert, Toulouse (seit 2015)
  - Lycée Augustin Thierry, Blois (seit 2001)
  - Collège Sainte Jeanne d’Arc, Sceaux (2003–2012)
  - Collège de la Durolle, La Monnerie-le-Montel (1987–2003)
- Italien: Liceo Statale, Ischia (seit 2013)
- Russland: Shkola No. 319, Sankt Petersburg (1993–2004)

## Schulleiter(Stand März 2024)
| Zeitraum (von–bis) | Schulleiter       | Anmerkungen   |
| ------------------ | ----------------- | ------------- |
| 1968–1988          | Eckhart Krause    |               |
| 1988–1995          | Volker Bärwald    |               |
| 1995–1997          | Ulrike Eickmeyer  |               |
| 1997–1998          | Winfried Rangnick | kommissarisch |
| 1998–2014          | Christel Jäger    |               |
| 2014–2022          | Christian Krümel  |               |
| 2022–2024          | Antje Schmedemann | kommissarisch |
| seit 2024          | Thomas Wolf       | kommissarisch |

## Absolventen
- Anton Pleva (* 1982), Schauspieler
- Jona Mues (* 1981), Schauspieler und Hörspielsprecher
- Niels Kristian Hansen (* 1980), Musiker (Revolverheld)
- Nina Bott (* 1978), Schauspielerin und Moderatorin
- Wanja Mues (* 1973), Schauspieler
- Christian Maaß (* 1972), Politiker und Staatsrat a. D.
- Aydan Özoguz (* 1967), Politikerin und Staatsministerin a. D.